# Metator nevadensis
Metator nevadensis är en insektsart som först beskrevs av Bruner, L. 1905.  Metator nevadensis ingår i släktet Metator och familjen gräshoppor. Inga underarter finns listade i Catalogue of Life.